# Kijevci, Gradiška
Kijevci so naselje v občini Gradiška, Bosna in Hercegovina. 

## Deli naselja
Endek, Golomovci, Kijevci, Majdanci in Saračevci.

## Prebivalstvo
| Pregled števila prebivalcev po letih | Pregled števila prebivalcev po letih | Pregled števila prebivalcev po letih | Pregled števila prebivalcev po letih | Pregled števila prebivalcev po letih | Pregled števila prebivalcev po letih |
| ------------------------------------ | ------------------------------------ | ------------------------------------ | ------------------------------------ | ------------------------------------ | ------------------------------------ |
| 1948                                 | 1953                                 | 1961                                 | 1971                                 | 1981                                 | 1991                                 |
| -                                    | -                                    | -                                    | 624                                  | 519                                  | 381                                  |

| Narodna sestava prebivalstva po letih                                                                                      | Narodna sestava prebivalstva po letih                                                                                        | Narodna sestava prebivalstva po letih                                                                                      |
| --- | --- | --- |
| 1971 | 1981 | 1991 |
| . skupaj: 624 Srbi 611 (97,91 %) Hrvati 5 (0,80 %) Muslimani 0 (0,00 %) Jugoslovani 4 (0,64 %) drugi in neznano 4 (0,64 %) | . skupaj: 519 Srbi 451 (86,89 %) Hrvati 8 (1,54 %) Muslimani 0 (0,00 %) Jugoslovani 57 (10,98 %) drugi in neznano 3 (0,57 %) | . skupaj: 381 Srbi 364 (95,53 %) Hrvati 4 (1,04 %) Muslimani 2 (0,52 %) Jugoslovani 4 (1,04 %) drugi in neznano 7 (1,83 %) |